# غار وسط دل دل، مینودشت
غار کیارام مربوط به دوران پارینه‌سنگی - دوران‌های تاریخی پس از اسلام است و در شهرستان گالیکش، روستای فرنگ واقع شده و این اثر در تاریخ ۲۲ تیر ۱۳۷۹ با شمارهٔ ثبت ۲۷۲۲ به‌عنوان یکی از آثار ملی ایران به ثبت رسیده است.